# Сирджан
Сирджан (перс. سيرجان‎) — город в южной части Ирана, в остане Керман. Административный центр шахрестана Сирджан.

## История
Сирджан был основан во времена существования государства Сасанидов.
Около 1470 года город посетил Афанасий Никитин, упомянувший его в своих путевых записках "Хожение за три моря".

## География
Расположен в низменности между горами Загрос на западе и массивом Хазаран на востоке, на высоте 1730 м над уровнем моря.

## Экономика
Вблизи города имеются месторождения угля, железной и медной руды, золота. Сирджан известен производством ковров и выращиванием фисташек.

## Достопримечательности
В городе Сирджан благодаря его старой истории, можно найти отражения разных эпох иранской истории. Для местной архитектуры присущи самые уникальные в Иране башни ветра, которые называют «чубуки». 
С целию обеспечения циркуляции воздуха в зданиях, в данных башнях используют солнечную энергию. Када солнце сияет на корпус башни ветра (с наветренной стороны), температура воздуха в этом кирпичном помещении растет. С увеличением температуры, внутри башни становится тепло и легко, и воздух начинает свой путь вверх и выходит из башни. Движение теплого воздуха вверх приводит к появлению состояния всасывания в нижних частях здания и поступлению потока воздуха в здание из дверей и окон. То есть, холодный воздух поступает снизу, а теплый воздух удаляется сверху из дымохода ветреной башни. При этом, для того, чтобы поступающий воздух стал более прохладным, можно сделать так, чтобы он проходил по поверхности воды, или же направлять воздух подвала внутрь здания. Данный метод с древних пор был широко распространен в пустынных районах Ирана, в частности в Кермане. 
В городе Сирджан имеется и много красивых древних памятников. Например, развалины крепости Калъе-йе Саньгь («каменная крепость»). Это — огромная скальная крепость, бывшая свидетелем множества исторических событий. Рядом есть возвышение в виде помоста, высеченное на каменной глыбе в 1387 г. и относящее ко времени   правления Султана Ахмада Музаффари из династии Музаффаридов.
Есть в городе Сирджан, как и у иных иранских городов, собственные сувениры: это — сделанные вручную ковры и вид паласов без ворса.
Этот вид паласа, который выглядит как сочетание узоров ковра на фоне паласа, был изобретен местными мастерами. Кроме вывозимых в другие районы мира паласов и ковров, Сирджан славится и такими продуктами, как фисташки, маскати, сохан (солодовые конфеты, обсыпанные миндалём), и гавут (род лакомства из жареного гороха, растёртого с сахаром и кардамоном).
Маскати – это весьма вкусная, ароматная сладость, созданная на базе крахмала, сливочного масла, сахарного песка, а также шафрана. Маскати Сирджана пользуется большой популярностью, и подобного ему не найти в других местах Ирана.
Кавут (его называют и «куввату»)- представляет собою коричневый порошок, похожий на кофе, который получается из смещения стертых семян портулака, льна, салата-латука, кориандра, кардамона и жареного ячменя, а кроме того, в него добавляют определённое количество сахарного песка. Эта смесь весьма благоприятна для укрепления здоровья, в частности зрения и нервной системы.

## Население
Население по данным на 2012 год составляет 189 749 человек; по данным переписи 2006 года оно насчитывало 167 014 человек.
| 1986   | 1991    | 1996    | 2006    | 2012    |
| ------ | ------- | ------- | ------- | ------- |
| 90 072 | 107 887 | 135 024 | 167 014 | 189 749 |